# Свен Ванденбрук
Свен Ванденбрук (нід. Sven Vandenbroeck, нар. 22 вересня 1979, Вілворде) — бельгійський футболіст, що грав на позиції півзахисника. По завершенні ігрової кар'єри — тренер.

## Ігрова кар'єра
У дорослому футболі дебютував 1996 року виступами за команду «Мехелен», в якій провів чотири сезони. Своєю грою за цю команду привернув увагу представників тренерського штабу клубу «Рода», до складу якого приєднався 2000 року. Відіграв за команду з Керкраде наступні п'ять сезонів своєї ігрової кар'єри, а у другій половині 2005 року недовго грав за іншу місцеву команду «Де Графсхап».
У січні 2006 року перейшов у грецький «Акратітос», але заграти не зумів і потім грав на батьківщині за «Льєрс» та «Візе», а також нижчоліговий нідерландський МВВ.

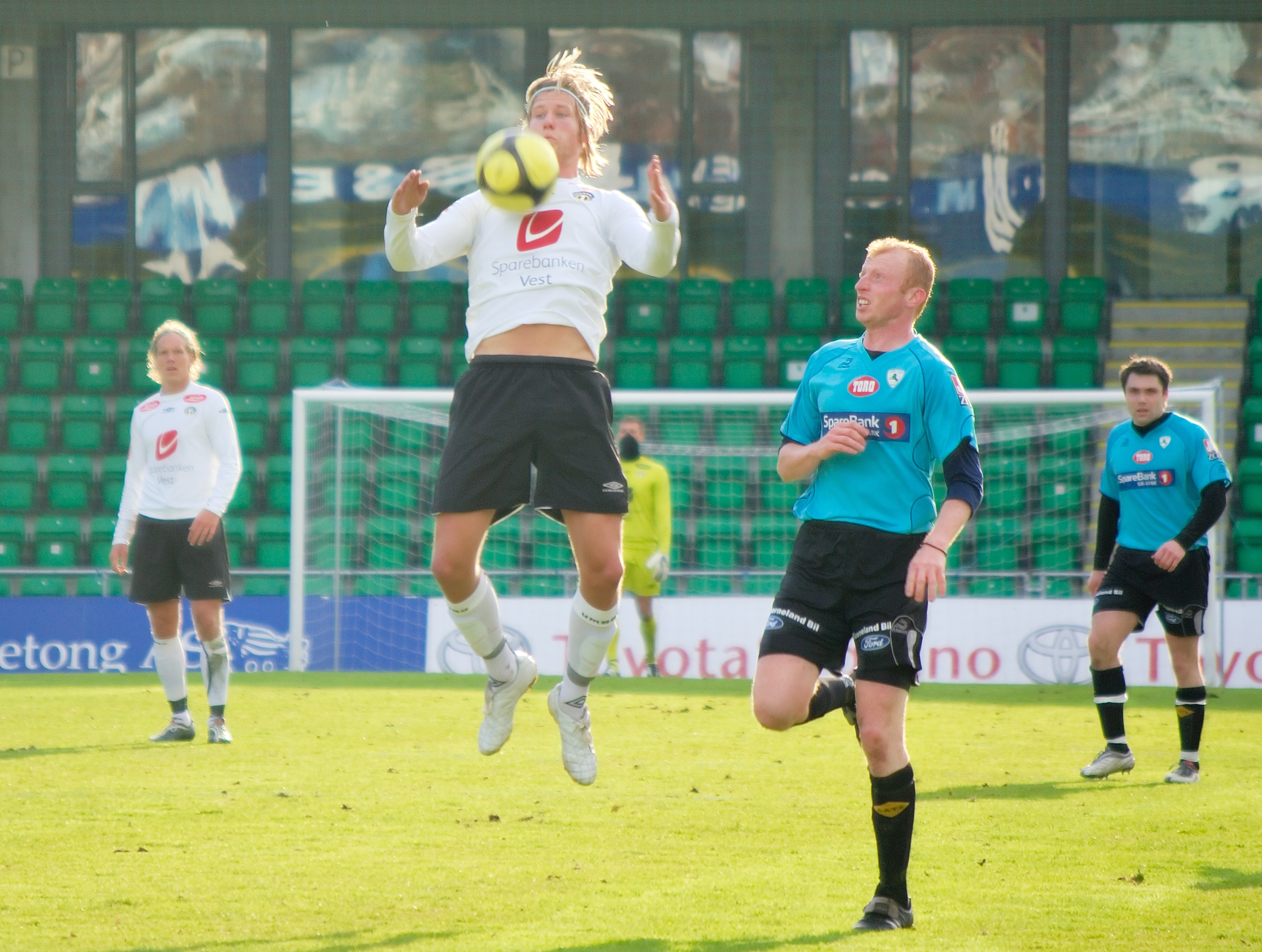
Свен Ванденбрук (праворуч) під час виступів за «Лев-Гам». 2009 рік.

Протягом сезону 2009 року Ванденбрук грав за норвезький «Лев-Гам», але більшість часу страждав від травм і зіграв лише чотири гри в чемпіонаті і у березні 2010 року змушений був завершити кар'єру.

## Виступи за збірну
Виступав у складі юнацьких збірних Бельгії, за які загалом взяв участь у 28 іграх, забивши 3 голи.
У 2000–2002 роках залучався до складу молодіжної збірної Бельгії, з якою був учасником молодіжного чемпіонату Європи 2002 року у Швейцарії, на якому бельгійці не подолали груповий етап. Всього на молодіжному рівні зіграв у 17 офіційних матчах.

## Кар'єра тренера
Розпочав тренерську діяльність у липні 2011 року на посаді тренера молодіжної команди «Мехелена». Влітку 2013 року він провів два місяці помічником тренера Адрі Костера в туніському клубі «Клуб Африкен». Пізніше того ж року він почав працювати в клубі другого грецького дивізіону «Фостірас», де став помічником тренера Джекі Матейссена.
У грудні 2014 року Ванденбрук почав працювати в грецькому клубі «Ніки» (Волос) як помічник головного тренера Вільяна Влута. У середині вересня 2014 року Ванденбрук тимчасово обійняв посаду головного тренера клубу після звільнення Влута.
Під час зимової перерви сезону 2014/15 він возз'єднався з Джекі Матейссеном в «Ауд-Геверле» і допоміг команді вийти до елітного дивізіону.
У середині лютого 2016 року став помічником наставника збірної Камеруну Уго Броса. Під їх керівництвом Камерун виграв Кубок африканських націй 2017 року в Габоні, обігравши Єгипет з рахунком 2:1 у фіналі. Коли Броса звільнили з посади в лютому 2018 року, співпраця з Ванденбруком також припинилася.
У липні 2018 року Ванденбрук став головним тренером національної збірної Замбії. Свену було доручено вивести команду на Кубок африканських націй 2019 року після того, як збірна мала катастрофічний старт із двох програних матчів. Втім йому це не вдалося — у відбірковій групі з Гвінеєю-Бісау, Мозамбіком і Намібією підопічні Ванденбрука фінішували останніми. Наприкінці лютого 2019 року Футбольна асоціація Замбії оголосила, що контракт Ванденбрука, що закінчується, не буде продовжено.
У грудні 2019 року він став тренером танзанійського клубу «Сімба», де змінив свого співвітчизника Патріка Ауссемса. Він став чемпіоном країни з клубом у 2020 року, а також виграв Кубок та Суперкубок Танзанії. Наступного сезону він з командою кваліфікувався до групового етапу Ліги чемпіонів КАФ після того, як у кваліфікації нігерійський «Плато Юнайтед» і зімбабвійський «Платінум». Він залишив клуб у січні 2021 року, оскільки отримав запрошення тренувати більш статусний марокканський ФАР (Рабат). У сезоні 2020/21 він привів команду на третє місце в чемпіонаті. Клуб також кваліфікувався до фіналу кубка 1 серпня 2021 року, щоправда, це був фінал сезону 2019/20, оскільки багато матчів того розіграшу було перенесено через пандемію COVID-19. 14 травня 2022 року ФАР виграв цей кубок після перемоги над «Атлетіком» (Тетуан) у фіналі з рахунком 3:0. Це був перший трофей клубу з 2009 року. Примітно, що на той час ФАР вже вибув з Кубка країни сезону 2020/21.
У липні 2022 року Ванденбрук почав працювати в саудівському клубі «Абха». 8 жовтня 2022 року Ванденбрук був звільнений після поразки 0:3 від «Аль-Насра».
У травні 2023 року Вандербрук був призначений головним тренером марокканського клубу «Відад» (Касабланка), але вже у липні став тренером алжирського клубу «Белуїздад». 8 жовтня 2023 року Ванденбрук був звільнений після поразки 2:3 від «Хеншели».

## Досягнення
- Чемпіон Танзанії: 2019/20
- Володар Кубка Танзанії: 2019/20
- Володар Суперкубка Танзанії: 2020
- Володар Кубка Марокко: 2019/20